# Stade Zemun
 (avril 2025).
Si vous disposez d'ouvrages ou d'articles de référence ou si vous connaissez des sites web de qualité traitant du thème abordé ici, merci de compléter l'article en donnant les références utiles à sa vérifiabilité et en les liant à la section « Notes et références ».
Le stade Zemun (en serbe : Градски стадион у Земуну) est un stade omnisports situé à Belgrade, la capitale de la Serbie, dans le quartier de Zemun.
Il est actuellement principalement utilisé pour accueillir les matchs de football du FK Zemun. La capacité du stade est de 10 000 spectateurs.

## Histoire
En plus de son utilisation sportive, le stade a accueilli deux grands concerts au début des années 1990. Tina Turner y tint un concert le 19 août 1990, tandis que Bob Dylan y joua le 11 juin 1991.